# Луксора (Арканзас)
Луксора (англ. Luxora) — місто (англ. city) в США, в окрузі Міссіссіппі штату Арканзас. Населення — 942 особи (2020).

## Географія
Луксора розташована за координатами 35°45′30″ пн. ш. 89°55′47″ зх. д. / 35.75833° пн. ш. 89.92972° зх. д. (35.758240, -89.929712).  За даними Бюро перепису населення США в 2010 році місто мало площу 2,23 км², уся площа — суходіл.

## Демографія
Згідно з переписом 2010 року, у місті мешкало 1178 осіб у 429 домогосподарствах у складі 298 родин. Густота населення становила 528 осіб/км².  Було 511 помешкання (229/км²). 
Расовий склад населення:
| - 61,2 % — чорних або афроамериканців - 34,7 % — білих - 0,7 % — корінних американців - 0,1 % — азіатів - 2,1 % — осіб інших рас |

До двох чи більше рас належало 1,2 %. Іспаномовні складали 4,6 % від усіх жителів.
За віковим діапазоном населення розподілялося таким чином: 33,8 % — особи молодші 18 років, 56,5 % — особи у віці 18—64 років, 9,7 % — особи у віці 65 років та старші. Медіана віку мешканця становила 31,1 року. На 100 осіб жіночої статі у місті припадало 86,7 чоловіків;  на 100 жінок у віці від 18 років та старших — 81,0 чоловіків також старших 18 років.
Середній дохід на одне домашнє господарство  становив 31 145 доларів США (медіана — 25 050), а середній дохід на одну сім'ю — 35 228 доларів (медіана — 27 904). Медіана доходів становила 30 125 доларів для чоловіків та 28 477 доларів для жінок. За межею бідності перебувало 52,7 % осіб, у тому числі 77,6 % дітей у віці до 18 років та 29,1 % осіб у віці 65 років та старших.
Цивільне працевлаштоване населення становило 300 осіб. Основні галузі зайнятості: виробництво — 28,3 %, транспорт — 19,3 %, освіта, охорона здоров'я та соціальна допомога — 19,0 %.